# Hilinawalo Fau
Hilinawalo Fau is een bestuurslaag in het regentschap Nias Selatan van de provincie Noord-Sumatra, Indonesië. Hilinawalo Fau telt 1141 inwoners (volkstelling 2010).